# 두레자연중학교
두레자연중학교(두레自然中學校)는 대한민국 경기도 화성시 우정읍 화산리에 있는 사립 중학교이다.

## 학교 연혁
- 2003년 2월 8일 : 두레자연중학교 설립, 수곡두레학원 이사회 결정
- 2003년 5월 29일 : 두레자연중학교 설립계획 승인
- 2003년 11월 29일 : 두레자연중학교 설립 인가
- 2004년 3월 2일 : 개교식 및 제1회 입학식 (1학급 20명)
- 2004년 6월 4일 : 제1회 해외이동수업 실시 ( ~ 15) (일본)
- 2005년 6월 2일 : 제2회 해외이동수업 실시(중국 13박 14일)
- 2007년 2월 5일 : 제1회 졸업식(19명)
- 2021년 12월 31일 : 제16회 졸업식
- 2022년 3월 2일 : 제19회 입학식

## 참고 자료
- 두레자연중학교 - 한국교육학술정보원 학교알리미